# Damalis grossa
Damalis grossa är en tvåvingeart som beskrevs av Ignaz Rudolph Schiner 1868. Damalis grossa ingår i släktet Damalis och familjen rovflugor. Inga underarter finns listade i Catalogue of Life.